# Farlige Løgne
Farlige Løgne er en amerikansk stumfilm fra 1923 af George Fitzmaurice.

## Medvirkende
- Pola Negri som Carmelita De Cordoba
- Jack Holt som Dudley Drake
- Charles de Rochefort som Claude Mace
- Dorothy Cumming som Lucy Hodge
- Robert Schable som Jack Hodge
- Charles A. Stevenson som Horace Drake
- Helen Dunbar som Duenna